# Звіздальська сільська рада
Звіздальська сільська рада — колишня адміністративно-територіальна одиниця та орган місцевого самоврядування у Базарському і Народицькому районах Коростенської і Волинської округ, Київської та Житомирської областей Української РСР з адміністративним центром у селі Звіздаль.

## Населені пункти
Сільській раді на час ліквідації були підпорядковані населені пункти:
- с. Звіздаль
- с. Малі Міньки
- с. Рудня-Осошня
- с. Шишелівка

## Населення
Кількість населення ради, станом на 1923 рік, становила 896 осіб, кількість дворів — 151.
Станом на 1 жовтня 1941 року, в сільраді налічувалось 172 двори з 585 мешканцями в них, в тому числі: чоловіків — 232 та жінок — 353.
Відповідно до результатів перепису населення 1989 року, кількість населення ради, станом на 12 січня 1989 року, становила 777 осіб.

## Історія та адміністративний устрій
Створена 1923 року в складі с. Звіздаль, хуторів Бутинський, Вершниця та Уманці Христинівської волості Овруцького повіту Волинської губернії. 7 березня 1923 року увійшла до складу новоствореного Народицького району Коростенської округи.
25 січня 1926 року сільську раду передано до складу Базарського району, х. Уманці підпорядковано Старошарненській сільській раді Народицького району. Станом на 1 жовтня 1941 року хутори Бутинський, Вершниця не перебувають на обліку населених пунктів.
Станом на 1 вересня 1946 року сільська рада входила до складу Базарського району Житомирської області, на обліку в раді перебувало с. Звіздаль.
11 серпня 1954 року, відповідно до указу Президії Верховної ради Української РСР «Про укрупнення сільських рад по Житомирській області», територію ради та с. Звіздаль приєднано до складу Маломіньківської сільської ради Базарського району Житомирської області. Відновлена 22 квітня 1985 року, відповідно до рішення Житомирського облвиконкому № 161 «Про деякі питання адміністративно-територіального устрою», в складі сіл Звіздаль, Малі Міньки, Рудня-Осошня та Шишелівка Маломіньківської сільської ради Народицького району, шляхом перенесення адміністративного центру Маломіньківської сільської ради до с. Звіздаль з відповідним її перейменуванням на Звіздальську.
Ліквідована 28 грудня 1990 року, відповідно до рішення Житомирської обласної ради «Про внесення змін в адміністративно-територіальний устрій окремих районів», територію та населені пункти ради передано до складу Малокліщівської сільської ради Народицького району Житомирської області.